# Donde vamos a parar
Donde vamos a parar es el segundo álbum de la banda peruana Rio. Incluye los éxitos «Mi partido lo hará (Los políticos)», «Lo empiezo a odiar», «No quiero verte más, Que pasa guon (Dónde vamos a parar)», «Todo estaba bien» y «Contéstame».

## Lista de canciones
Todas las canciones escritas y compuestas por Rio. 
| Cara A |                                       |          |  |
| N.º    | Título                                | Duración |  |
| 1.     | «Lo empiezo a odiar»                  | 4:30     |  |
| 2.     | «El amor es»                          | 4:07     |  |
| 3.     | «Mi partido lo hará (Los políticos)»  | 4:13     |  |
| 4.     | «Contéstame»                          | 3:37     |  |
| 5.     | «Qué pasa guon (Dónde vamos a parar)» | 6:04     |  |

| Cara B |                       |          |  |
| N.º    | Título                | Duración |  |
| 6.     | «Profesora de inglés» | 4:11     |  |
| 7.     | «No quiero verte más» | 3:03     |  |
| 8.     | «Huir de ti»          | 3:59     |  |
| 9.     | «Todo estaba bien»    | 4:48     |  |
| 10.    | «Superniña»           |          |  |